# Haplorhynchites planifrons
Espèce
Haplorhynchites planifrons est une espèce d'insectes coléoptères appartenant à la famille des Attelabidae.